# Доній Муч
Доній Муч (хорв. Donji Muć) — населений пункт у Хорватії, у Сплітсько-Далматинській жупанії у складі громади Муч.

## Населення
Населення за даними перепису 2011 року становило 590 осіб.
Динаміка чисельності населення поселення:

## Клімат
Середня річна температура становить 11,82 °C, середня максимальна – 25,48 °C, а середня мінімальна – -2,54 °C. Середня річна кількість опадів – 906 мм.
| Клімат поселення                              | Клімат поселення | Клімат поселення | Клімат поселення | Клімат поселення | Клімат поселення | Клімат поселення | Клімат поселення | Клімат поселення | Клімат поселення | Клімат поселення | Клімат поселення | Клімат поселення | Клімат поселення |
| Показник                                      | Січ.             | Лют.             | Бер.             | Квіт.            | Трав.            | Черв.            | Лип.             | Серп.            | Вер.             | Жовт.            | Лист.            | Груд.            |                  |
| Середній максимум, °C                         | 9,12             | 9,36             | 12,35            | 15,92            | 20,78            | 24,74            | 25,47            | 25,48            | 21,10            | 16,67            | 11,68            | 8,86             |                  |
| Середня температура, °C                       | 3,29             | 3,54             | 6,53             | 10,10            | 14,96            | 18,91            | 21,36            | 21,38            | 16,97            | 12,55            | 7,57             | 4,74             |                  |
| Середній мінімум, °C                          | −2,54            | −2,29            | 0,71             | 4,29             | 9,13             | 13,10            | 17,23            | 17,26            | 12,84            | 8,43             | 3,44             | 0,62             |                  |
| Норма опадів, мм                              | 74               | 66               | 71               | 77               | 64               | 63               | 42               | 55               | 81               | 100              | 116              | 97               |                  |
| Середньомісячна швидкість вітру, м/с          | 2.81             | 3.09             | 3.14             | 2.98             | 2.66             | 2.36             | 2.34             | 2.26             | 2.52             | 2.64             | 3.14             | 3.18             |                  |
| Середньомісячна сонячна радіація, кДж/м²·день | 5499             | 8231             | 11816            | 16196            | 19921            | 22582            | 24076            | 21279            | 15879            | 10337            | 5908             | 4640             |                  |
| --------------------------------------------- | ---------------- | ---------------- | ---------------- | ---------------- | ---------------- | ---------------- | ---------------- | ---------------- | ---------------- | ---------------- | ---------------- | ---------------- | ---------------- |
| Джерело:                                      |                  |                  |                  |                  |                  |                  |                  |                  |                  |                  |                  |                  |                  |